# Pegantha martagon
Pegantha martagon is een hydroïdpoliep uit de familie Solmarisidae. De poliep komt uit het geslacht Pegantha. Pegantha martagon werd in 1879 voor het eerst wetenschappelijk beschreven door Ernst Haeckel.
De soort werd gevonden in de Chinese Zee. De breedte van het kussenvormig scherm is 10 à 11 mm, de hoogte ervan 3 à 4 mm. De kwal heeft 11 tot 13 tentakels die viermaal zo lang zijn als de schermstraal.